# Kanton La Baule-Escoublac
Der Kanton La Baule-Escoublac (bretonisch Kanton Ar Baol-Skoubleg) ist seit 1985 ein französischer Kanton im Arrondissement Saint-Nazaire, im Département Loire-Atlantique und in der Region Pays de la Loire; sein Hauptort ist La Baule-Escoublac.

## Geschichte
Der Kanton entstand 1985 durch Ausgliederung aus dem Kanton Guérande. Von 1985 bis 2015 gehörten nur zwei Gemeinden zum Kanton La Baule-Escoublac. Mit der Neuordnung der Kantone in Frankreich stieg die Zahl der Gemeinden 2015 auf 6. Zu den Gemeinden des alten Kantons La Baule-Escoublac kamen alle 3 Gemeinden des bisherigen Kantons Le Croisic und die Gemeinde Saint-André-des-Eaux aus dem Kanton Guérande hinzu.

## Lage
Der Kanton liegt im Westen des Départements Loire-Atlantique.

## Gemeinden
Der Kanton besteht aus sechs Gemeinden mit insgesamt 46.979 Einwohnern (Stand: 1. Januar 2022) auf einer Gesamtfläche von 77,73 km²:
| Gemeinde                  | Gallo             | Bretonisch          | Einwohner (2022) | Fläche (km²) | Code postal | Code Insee |
| ------------------------- | ----------------- | ------------------- | ---------------- | ------------ | ----------- | ---------- |
| Batz-sur-Mer              | Bourc'h-Baz       | Bórg-de-Baz         | 2.799            | 9,27         | 44740       | 44010      |
| La Baule-Escoublac        | La Baull-Escóblac | Ar Baol-Skoubleg    | 16.613           | 22,19        | 44500       | 44055      |
| Le Croisic                | Le Croèzic        | Ar Groazig          | 4.081            | 4,5          | 44490       | 44049      |
| Le Pouliguen              | Le Póligen        | Ar Poulgwenn        | 4.007            | 4,39         | 44510       | 44135      |
| Pornichet                 | Port-Nichèt       | Pornizhan           | 12.530           | 12,67        | 44380       | 44132      |
| Saint-André-des-Eaux      | Saent-Andréu      | Sant-Andrev-an-Dour | 6.949            | 24,71        | 44117       | 44151      |
| Kanton La Baule-Escoublac | La Baull-Escóblac | Ar Baol-Skoubleg    | 46.979           | 77,73        | –           | 4402       |

Der alte Kanton La Baule-Escoublac umfasste zwei Gemeinden auf einer Fläche von 34,86 km². Diese waren: La Baule-Escoublac (Hauptort) und Pornichet. Er besaß vor 2015 einen anderen INSEE-Code als heute, nämlich 4457.

## Bevölkerungsentwicklung
| 1990   | 1999   | 2006   | 2013   |
| ------ | ------ | ------ | ------ |
| 22.978 | 25.499 | 26.518 | 25.987 |

## Politik
Im 1. Wahlgang am 22. März 2015 erreichte keines der sechs Wahlpaare die absolute Mehrheit. Bei der Stichwahl am 29. März 2015 gewann das Gespann Danielle Rival/Gatien Meunier (beide UMP/LR) gegen Yannick Joubert/Evelyne Provost (beide PS) mit einem Stimmenanteil von 66,5 % (Wahlbeteiligung:48,26 %).
Seit 1985 hatte der Kanton folgende Abgeordnete im Rat des Départements:
| Vertreter im conseil général des Départements | Vertreter im conseil général des Départements | Vertreter im conseil général des Départements |
| Amtszeit                                      | Name                                          | Partei                                        |
| --------------------------------------------- | --------------------------------------------- | --------------------------------------------- |
| 1985–2014                                     | Guy Lemaire                                   | RPR, dann UMP                                 |
| 2011–2015                                     | Gatien Meunier                                | UMP                                           |
| 2015–                                         | Danielle Rival Gatien Meunier                 | Union de la Droite                            |